# Station Przemków Miasto
Station Przemków Miasto is een spoorwegstation in de Poolse plaats Przemków.